# Subaru 1500
Subaru 1500
В лютому 1954 році автомобільний підрозділ компанії «Fuji Heavy Industries»* (далі — FHI) анонсував власний прототип легкового автомобіля з назвою «P-1», отримавший в наступному році назву «Subaru 1500».
Прототип мав цільнозварну конструкцію кузова і зовнішність понтона* з поперечними ричагами, незалежною передньою і задньою ресорною підвісками.
1,5-літровий чотирьохциліндровий OHV* двигун з робочою назвою «FG4A» був отриманий від «Peugeot 202» і виготовлений компанією «Високоточні технології Фудзі», пізніше відомою, як «Prince Motor Company». «Subaru 1500» має схожість з «Peugeot 403».
Пізніше, FHI був розроблений інший двигун з робочою назвою «L4-1», який також був 1,5-літровим але був на 20 % легшим за OHV двигун.
«P-1» мав рідинне охолодження та чотирьохциліндровий рядний двигун.
Було випущено всього 20 автомобілів «P-1», всі в 1954 році, 11 з яких оснастили двигуном «FG4A». 6 автомобілів були надані компаніям таксі в містах Ісесакі, Ота і Хондзьо для тестування, і вони показали успішні результати.
Цей легковий автомобіль показав чудові їздові якості і стабільну керованість завдяки своїй незалежній підвісці передніх коліс з використанням дугоподібної поперечної балки в комбінації з циліндричною пружиною та масляним амортизатором подвійної дії, і залежної підвісці задньої осі в комбінації трьохлистової ресори та масляного амортизатора подвійної дії.
Однак продаж був відкладений через складнощі пошуку фінансування на устаткування заводу та організацію мережі по продажу автомобілів.
Проте, цей автомобіль мав не аби яке значення в подальших розробках моделей «Subaru 360» і «Subaru 1000».
Для Subaru це був перший передньодвигунний та задньопривідний (і єдиний до випуску «Subaru BRZ» в 2011 році) автомобіль.
* Fuji Heavy Industries — веде історію з часів авіабудівної компанії Nakajima Aircraft, започаткованої приблизно в травні 1917 року, лідера японської літакобудівної промисловості часів Другої світової війни. В 1945 році Nakajima Aircraft націоналізована і реорганізована в Fuji Sangyo Co. Ltd. В 1946 році розпочато виробництво моторолера Fuji Rabbit. В 1950 році Fuji Sangyo була поділена на 12 компаній. Fuji Heavy Industries заснована 15 липня 1953 року за участі 5 японських компаній: Fuji Kogyo — виробника моторолерів, Fuji Jidosha Kogyo — виробника кузовів автобусів і творця прототипу автомобіля P-1, Omiya Fuji Kogyo — виробника двигунів, Utsunomiya Sharyo — виробника залізничних вагонів і торгової компанії Tokyo Fuji Sangyo. Через 2 роки сталося злиття цих компаній. В березні 1958 року зареєстрований бренд Subaru.
* Понтон від нім. Ponton — елемент дизайну, характерний для багатьох автомобілей 1940-х —1950-х років, якому притаманне злиття передніх та задніх крил з єдиною верхньою лінією.
* OHV двигун — двигун з верхнім розташуванням клапанів. Клапани в двигунах з верхнім розташуванням клапанів розташовані над камерою згоряння в головці циліндра. Верхнє розташування клапанів забезпечує плавну подачу топлива, а також швидкий і повний вихлоп.

Модель: 1500, P-1
Роки випуску: 1954—1956
Кузов: седан
Кількість дверей: 4
Кількість місць: 6
Розташування двигуна: спереду
Привід: задній
Паливо: бензин
Кількість циліндрів: рядний 4
Охолодження: рідина
Робочий об‘єм: 1485 см³
Діаметр циліндра: 79,4 мм
Хід поршня: 75,0 мм
Ступінь стиснення: 7,2:1
Розподіл впуску (ГРМ): OHV
Клапанів (на циліндр): 2
Система живлення: карбюратор
Потужність (кВт / к.с.): 40.0 / 55.0 при 4400 об/хв
Крутящий момент: 110 Нм при 2700 об/хв
Коробка передач:  M4
База: 2535 мм
Колія передніх коліс: 1350 мм
Колія задних коліс: 1360 мм
Довжина: 4235 мм
Ширина: 1670 мм
Висота: 1520 мм
Масса: 1180 кг
Максимальна швидкість: 120 км/год.